# Roger Risholt
Roger Risholt est un footballeur norvégien, né le 10 avril 1979 à Arendal. Il évolue au poste de milieu défensif.

## Palmarès
- Fredrikstad FK
  - Champion de D3 norvégienne en 2002.